# Olga Kamychleeva
Olga Alijaksandraoena Kamychleeva (en biélorusse: Вольга Аляксандраўна Камышлеева), née à Minsk le 21 avril 1973, est une joueuse de dames qui a émigré de Biélorussie aux Pays-Bas en 1996.
Grand maître international, elle est devenue championne du monde en 2003 à Zoutelande après être devenue championne des Pays-Bas. En 2015, Kamychleeva termine troisième des Championnats du monde de dames à Wuhan en Chine.